# NASA Exoplanet Archive
La NASA Exoplanet Archive és un catàleg i servei de dades d'exoplanetes astronòmic en línia que recopila i proporciona dades públiques que permeten la recerca i caracterització de planetes extraterritorials (exoplanetes) i les seves estrelles amfitriones. Forma part de l'Infrared Processing and Analysis Center i es troba al campus de l'Institut Tecnològic de Califòrnia (Caltech) de Pasadena, Califòrnia. L'arxiu està finançat per la NASA i va ser llançat a principis de desembre de 2011 per la NASA Exoplanet Science Institute com a part del programa d'exploració exoplanetes de la NASA. Al juliol de 2017, la col·lecció d'exoplanetes confirmats superava els 3.500 arxius.
Les dades de l'arxiu inclouen corbes de llum publicades, imatges, espectres i paràmetres, i dades de sèries temporals a partir d'enquestes que busquen descobrir exoplanetes de trànsit. L'arxiu també desenvolupa eines i serveis basats en la web per treballar amb les dades, en particular la visualització i anàlisi de conjunts de dades de trànsit de la missió Kepler i la missió COnvection ROtation and planetary Transits (CoRoT), per la qual el Exoplanet Archive és el portal de dades dels EUA. Altres enquestes i telescopis astronòmics que han aportat conjunts de dades a l'arxiu inclouen SuperWASP, HATNet Project, XO, Trans-Atlantic Exoplanet Survey i KELT.
Segons el proveïdor d'analítica web de tercers SimilarWeb, el lloc web de la companyia té més de 130.000 visites al mes, a partir de gener de 2015.

## Exoplanet Data Content
L'Exoplanet Archive conté objectes descoberts a través de tots els mètodes (velocitat radial, trànsit, microlent, imatges, astrometria, l'variacions de temps d'eclipsi, i variacions de temps de trànsit/TTV) que haver-hi públicament paràmetres planetaris disponibles, amb una massa (o massa mínima) igual a o menys de 30 masses jovianes.

## Eines i serveis de l'Exoplanet Archive
A més de proporcionar accés a grans conjunts de dades públiques, l'Exoplanet Archive ha desenvolupat diverses eines per treballar amb exoplanetes i les dades estel·lars de l'amfitrió.
- Interactive Visualizers for Planet Parameters: Aquestes taules interactives mostren les dades dels planetes confirmats, Kepler Objects of Interest (KOIs), Threshold-Crossing Events (TCE) i dades estel·lars objectiu que els usuaris poden filtrar, ordenar i descarregar o exportar a altres serveis de Exoplanet Archive, com ara la visualització de corbes de llum les estrelles de Kepler.
- Kepler Light Curve Viewer: Visualització interactiva de trimestres seleccionats per l'usuari per obtenir un únic objectiu Kepler. Qualsevol columna de l'arxiu de la corba de llum pot ser traçada amb o sense la normalització i enviada a l'eina periodográfica o fase.
- Servei de periodograma: Aquesta eina calcula el periodograma de les dades de sèries temporals de l'arxiu o un fitxer carregat per l'usuari. El servei suporta tres algorismes: Lomb-Scargle, Box-Fitting Less Plots (BLS) i Plavchan. També hi ha disponibles corbes de llum gradual per als períodes més significatius.
- Transit and Ephemeris Calculations: Aquest servei retorna una efemèride dels temps de transit del exoplanet a través de la seva estrella amfitriona. Opcionalment, per un donat longitude i latitud o observatori, el servei tabula temps de transit a aquella ubicació i pot calcular el temps per secundari transits o altres punts de fase en l'òrbita.
- Application Program Interface (API): Aquest servei d'Interfície del programa d'aplicació permet un accés d'usuari als continguts del exoplanet i taula d'estrella amfitriona i la taula de candidat del Kepler via un URL o ordre-línia-consulta basada.
- Parcel·les pregenerades: Parcel·les a punt per utilitzar que proporcionen a la comunitat un accés ràpid al material de presentació que descriu l'estat actual del camp dels exoplanetes en termes del seu nombre i la nostra comprensió de les seves característiques orbitals i físiques.
- Eina d'ajust de velocitat radial y trànsit EXOFAST: Una eina d'ajustament important per als astrònoms que volen utilitzar corbes de llum de trànsit o dades de velocitat radial i diverses entrades per crear models de sistemes planetaris. Aquest servei web es basa en el codi original de Jason Eastman.[5]

## Dades de l'enquesta de trànsit a l'Exoplanet Archive
L'Exoplanet Archive fa servir dades fotogràfiques de sèries temporals d'enquestes que busquen descobrir exoplanetes de trànsit, com ara la Missió Kepler i la CoRoT. La base de dades proporciona accés a més de 22 milions de corbes de llum dels programes d'enquestes de trànsit d'exoplanetes terrestres i espacials, inclosos:
- Dades de les enquestes públiques Kepler i K2
- Dades de l'enquesta CoRoT Exoplanet
- Dades CoRoT Asteroseismology
- Dades de l'enquesta HATNet
- Dada d'Enquesta del XO
- Dades de l'enquesta TrES
- Dades de l'enquesta KELT
- Corbes de llum SuperWASP
- Dades de l'enquesta de microlents UKIRT

L'Exoplanet Archive ofereix funcions de cerca i filtració per a propietats estel·lars i planetàries d'exoplanetes, candidats planetaris de Kepler i conjunts de dades de sèries temporals. Totes les dades de l'Exoplanet Archive són revisades per un equip d'astrònoms i les referències bibliogràfiques originals estan disponibles..
L'Exoplanet Archive suporta la visualització interactiva d'imatges, espectres i dades de sèries temporals i manté la seva pròpia identificació creuada estel·lar per minimitzar l'ambigüitat en múltiples components d'estrelles.